# HD 128488
HD 128488，又名CD-38 9529，SAO 205786、HR 5456，是一颗恒星，视星等为6.02，位于銀經324.76，銀緯19.51，其B1900.0坐标为赤經14h 32m 4.9s，赤緯-38° 19.51′ 34″。